# فرخ آباد (مقاطعة دهلران)
فرخ‌آباد (بالفارسية: فرخ‌آباد) هي مستوطنة تقع في قسم سيد ناصرالدين الريفي (مقاطعة دهلران) في إيران. يقدر عدد سكانها بـ 61 نسمة .